# Karabin maszynowy DK
Karabin maszynowy DK – 12,7 mm wielkokalibrowy karabin maszynowy konstrukcji radzieckiej.
Karabin opracował w 1930 Wasilij Diegtiariow. Wykorzystuje naboje wielkokalibrowe 12,7 × 108 mm. Ogólny układ konstrukcyjny oraz zasada działania i ryglowanie wzorowane na karabinie maszynowym DP. Gieorgij Szpagin i Kolesnikow dokonali modernizacji, po której został przyjęty do uzbrojenia Armii Radzieckiej jako wielkokalibrowy karabin maszynowy DSzk. Oznaczenie pochodzi od nazwy „Diegtariow-krupnokalibiernyj”.